# Prêmio Ampère
O Prêmio Ampère é uma condecoração científica anual da Académie des Sciences.

## História
Fundado em 1974 em memória de André-Marie Ampère, celebrando o bicentenário de seu nascimento em 1975, é destinado a um ou mais acadêmicos franceses por um trabalho de pesquisa de destaque nos domínios da matemática ou física. Seu montante é de 30500 euros.

## Laureados
- 1974: Jean Brossel
- 1975: André Lagarrigue
- 1976: Jacques Dixmier
- 1977: Pierre-Gilles de Gennes
- 1978: Pierre Cartier
- 1979: Claude Cohen-Tannoudji
- 1980: Alain Connes
- 1981: Édouard Brézin, Jean Zinn-Justin
- 1982: Paul-André Meyer
- 1983: Claude Bouchiat, Marie-Anne Bouchiat e Lionel Pottier
- 1984: Daniel Kastler
- 1985: Haïm Brézis
- 1986: Georges Slodzian
- 1987: Michel Raynaud
- 1988: Jules Horowitz
- 1989: Adrien Douady
- 1990: Jean-Michel Bismut
- 1991: Michel Devoret e Daniel Estève
- 1992: Pierre-Louis Lions
- 1993: Christophe Soulé
- 1994: François David
- 1995: Claude Itzykson
- 1996: Cyrano de Dominicis e Marc Mezard
- 1997: Michèle Vergne
- 1998: Michel Brune e Jean-Michel Raimond
- 1999: Yves Colin de Verdière
- 2000: Pierre Suquet
- 2001: Bernard Derrida
- 2002: Massimo Salvatores
- 2003: Gilles Lebeau
- 2004, 2005, 2006: Não concedido
- 2007: Alfred Vidal-Madjar
- 2008: Gérard Iooss
- 2009: Ian Campbell
- 2010: Nicolas Nikolski
- 2011: Daniel Maystre
- 2012: Jean-Marc Chomaz
- 2013: Arnaud Beauville
- 2014: Gilles Chabrier
- 2015: Michel Fliess
- 2016: Alain Brillet[1]
- 2017: Jean-François Joanny[2]
- 2018: Frank Merle
- 2019: Jacqueline Bloch
- 2020: Guy David[3]